# Artysta rezydent

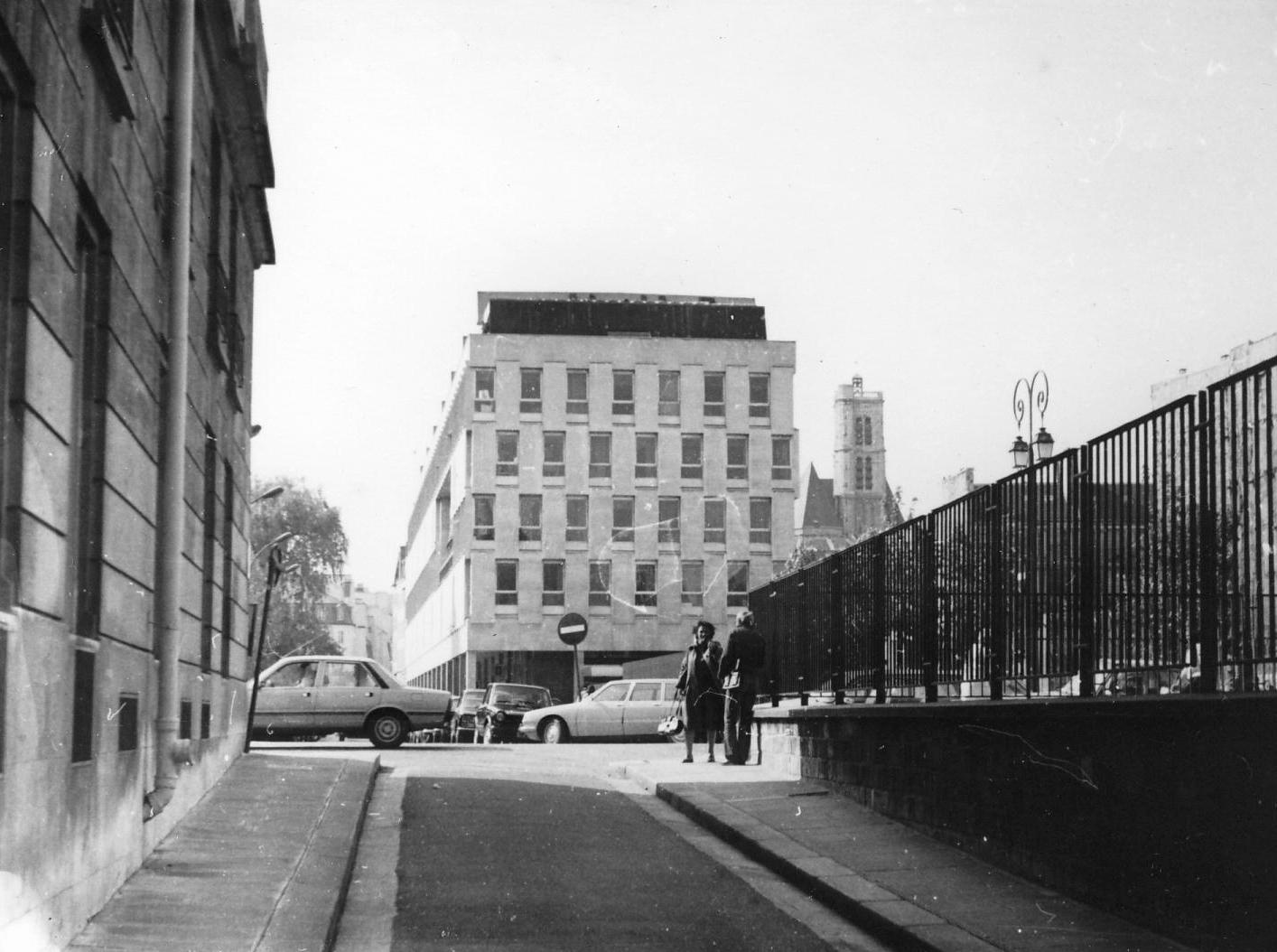
Rezydencja artystyczna Cité internationale des arts w Paryżu

## Artysta rezydent
Twórca zatrudniony przez organizację (stowarzyszenie kulturalne, uczelnię, samorząd), która oferuje mu swój patronat, czasem zapewnia zamieszkanie lub pokrywa (częściowo lub w całości) koszty utrzymania i daje warunki do tworzenia
Rezydencja artystyczna to czas, w którym twórca ma szansę skoncentrować się na swojej pracy, rozszerzyć swoje perspektywy i zrealizować projekty, które byłyby trudne do przeprowadzenia w stałym miejscu zamieszkania. Niekiedy umowa z artystą wymaga od niego dzieł o określonej tematyce. Rezydencja artystyczna bywa też miejscem badan w terenie, okazja do spotkań z kuratorami i innymi artystami, często też odbywają się wystawy publiczne spotkania z artystami i panele dyskusyjne.
Najczęściej artystami rezydentami zostają pisarze, muzycy, performerzy, architekci, twórcy sztuk wizualnych.
Zatrudnianie artysty rezydenta sięga początków XX wieku; pierwsze posady tego typu pojawiły się w Stanach Zjednoczonych (Yaddo ufundowane w 1881, Macdowell Colony w 1907). Rozwój zjawiska związany jest z przemianą kulturową, globalizacją, „nomadycznym” stylem życia, jakie często prowadzą artyści. Stanowisko artysty rezydenta stało się dość popularne w krajach anglosaskich, pojawia się także coraz częściej w Polsce.

## Programy rezydencyjne w Polsce
Rezydencje artystyczne prowadzą takie instytucje jak Willa Decjusza w Krakowie, Dom Kereta w Warszawie Centrum Sztuki Współczesnej Zamek Ujazdowski Air-Laboratory a Warszawie, Filharmonia Łódzka, czy Filharmonia Szczecińska

## Polscy artyści uczestniczący w programach rezydencyjnych
Do grona polskich artystów, którzy uczestniczyli w licznych programach rezydencyjnych należą tacy artyści wizualni jak: Karol Radziszewski, Maess, Natalia Załuska muzycy: Marcin Masecki, Andrzej Kwieciński. pisarze: Anna Bikont, Tadeusz Dąbrowski, i Jacek Dehnel.